# Click-Chemie
Das Konzept der Click-Chemie wurde 2001 von K. Barry Sharpless mit Hartmuth C. Kolb und M. G. Finn begründet und beschreibt eine Möglichkeit, schneller und zielgerichteter Zielmoleküle aus kleineren Einheiten zu synthetisieren, ähnlich wie die Natur sie durchführt.
Der Nobelpreis 2022 ging an Barry Sharpless, Morten P. Meldal und Carolyn Bertozzi für Beiträge zur Click-Chemie. Bei Sharpless und Meldal waren grundlegende Beiträge dazu verantwortlich und bei Bertozzi auch Erweiterungen und Anwendungen in der Biochemie von lebenden Systemen. Um Glykane an den Oberflächen von Zellen zu markieren, entwickelte sie Markierungen dieser Moleküle mit Click-Chemie-Reaktionen, die die Zellen nicht schädigen und auch die chemischen Prozesse in den Zellen möglichst wenig stören (Bioorthogonalität). In der Nobelpreis-Würdigung wurde die Grundidee Barry Sharpless (2000) zugeschrieben, der auch den Begriff Click-Chemie prägte. Bald darauf fanden Sharpless und Meldal unabhängig voneinander das in der Würdigung des Nobelkomitees so bezeichnete „Kronjuwel“ der Reaktionen der Click-Chemie, die Kupfer-katalysierte Azid-Alkin-Cycloaddition (CuAAC), die weite Verbreitung fand. Dabei handelt es sich um eine neue Art funktionaler Chemie, die das Mitglied des Nobelkomitees Olof Ramströms mit dem Aufbau von Strukturen mittels Lego-Bausteinen verglich.

## Erklärung
In der Biochemie werden Proteine aus einzelnen Aminosäuren und Polysaccharide aus einzelnen Zuckereinheiten, den Monosacchariden, gebildet. Die verbindenden Einheiten bestehen dabei in der Regel aus Kohlenstoff-Heteroatombindungen. In der Natur überwinden Enzyme die hohe Enthalpie einzelner chemischer Reaktionen, indem sie diese in einer Serie kleinerer Einzelschritte von geringerer Enthalpie durchführen.
1996 errechnete Guida die Anzahl der Moleküle für eine mögliche pharmazeutische Anwendung auf 1063, basierend auf der Annahme, dass diese weniger als 30 „Nicht-Wasserstoffatome“ enthalten, weniger als 500 Dalton wiegen, nur aus den Elementen Wasserstoff, Kohlenstoff, Stickstoff, Sauerstoff, Phosphor, Schwefel, Chlor und Brom bestehen, und sowohl bei Raumtemperatur, als auch gegenüber Sauerstoff und Wasser stabil sind. Click-Chemie kann in Kombination mit kombinatorischer Chemie, Hochdurchsatz-Screening und dem Aufbau chemischer Bibliotheken die Pharmaforschung nach pharmazeutischen Wirkstoffen erheblich beschleunigen, indem sich ein großes Problem bei der Entwicklung eines Arzneimittels, die Synthese des Wirkstoffs selbst, in viele kleinere Probleme zerlegen lässt.
Eine chemische Transformation muss nach der Click-Chemie folgenden Kriterien genügen:
- modular und breite Anwendungsmöglichkeit
- hohe Ausbeuten
- unbedenkliche und nicht störende Nebenprodukte
- stereospezifisch
- einfache Reaktionsbedingungen
- leicht verfügbare und billige Reagenzien
- Lösungsmittel, die eine einfache Produktisolierung ermöglichen (vorzugsweise Wasser)
- einfache Aufarbeitung und Isolierung des Produkts mittels Kristallisation oder Destillation (nicht chromatographische Verfahren)
- hohe thermodynamische Antriebskraft (Bildungsenthalpie > 84 kJ/mol), um eine schnelle Reaktion zu einem einzigen Reaktionsprodukt zu garantieren
- hohe Atomeffizienz

Chemische Reaktionen, die diese Kriterien erfüllen, sind:
- Die Cycloadditionsreaktionen, besonders die Cu(I) katalysierte Huisgencycloaddition und die Diels-Alder-Reaktion
- Nucleophile Substitutionen, besonders solche an kleinen gespannten Ringen wie Epoxiden oder Aziridinen
- Carbonylähnliche Bildung von Carbamiden und Amiden, aufgrund der zu geringen Bildungsenthalpie, nicht jedoch Aldolreaktionen
- Additionsreaktionen an Kohlenstoff-Kohlenstoff-Doppelbindungen, wie beispielsweise die Epoxidierungsreaktionen.

In lebenden biologischen Systemen ist die Anwendung der Kupfer-katalysierten Huisgen-Cycloaddition (CuAAC) nicht möglich wegen der Zellschädigung durch Kupfer. Carolyn Bertozzi entwickelte dafür alternative Click-Reaktionen vom Huisgencycloadditions-Typ über Cyclooctine (also zyklische Alkine mit acht C-Atomen, der kleinsten Anzahl C-Atome für eine Isolierung in haltbarer Form). Die Ringspannung in den Cycloalkinen ermöglicht den Ablauf der Reaktion ohne Kupfer-Katalysatoren. Zunächst wurden Cyclooctine mit zwei Fluoratomen benutzt (DIFO, Difluorinated Cyclooctyne), danach zusätzlich mit Phenyl-Gruppen (DIFBO, Difluorobenzocyclooctyne), die zur Stabilisierung in einen Komplex mit {\displaystyle \beta }-Cyclodextrinen gebunden sind. Die Click-Chemie wurde damit kompatibel mit den in der Zelle ablaufenden biochemischen Prozessen (Bioorthogonalität).